# 罗文素
罗文素（？—1356年），元末红巾军领袖。
元顺帝至正十一年（1351年）五月，颍州人刘福通反元，以红巾为号，刘福通与杜遵道、罗文素、盛文郁、王显忠、韩咬儿说栾城人韩山童是宋徽宗八世孙，当为中国主。韩山童遇害后诸人以其子韩林儿为主。至正十五年（1355年）二月，刘福通等自砀山夹河迎韩林儿立为皇帝，又号小明王，建都亳州，国号宋，改元龙凤。以其母杨氏为皇太后，杜遵道、盛文郁为丞相，罗文素、刘福通为平章，刘六知枢密院事。龙凤二年（1356年）十二月庚申，元朝将领答失八都鲁攻克太康，斩首数万，擒红巾军将军张敏、孙韩等九人，杀丞相王显忠、罗文素二人。